# علی‌آباد (مرغا)
علی‌آباد یک روستا در ایران است که در دهستان مرغا در شهرستان ایذه استان خوزستان واقع شده‌است. علی‌آباد ۵۱ نفر جمعیت دارد.

## جمعیت
این روستا در بخش مرکزی شهرستان ایذه قرار دارد و براساس سرشماری مرکز آمار ایران در سال ۱۳۸۵، جمعیت آن ۵۱ نفر (۸ خانوار) بوده‌است.